# 三道坎街道
三道坎街道，是中华人民共和国内蒙古自治区乌海市乌达区下辖的一个乡镇级行政单位。

## 行政区划
三道坎街道下辖以下地区：
富强社区和胡杨社区。